# Aphonopelma seemanni
Aphonopelma seemanni (F. O. P-Cambridge, 1897) é uma espécie de aranha pertencente à família Theraphosidae (tarântulas).

## Outros
Lista das espécies de Theraphosidae (Lista completa das Tarântulas.)